# 벨라루스 루블
루블(벨라루스어: рубель 루벨)은 벨라루스의 통화로 1 루블은 100 카페이카(капейка)에 해당된다.
1992년 5월에 처음 발행되었으며 당시 소련 루블과의 교환 비율은 1 벨라루스 루블 = 10 소련 루블이었다. 2000년에 실시된 제2차 화폐 개혁에 따라 옛 1,000 루블은 새 1 루블로 대체되었다.
2016년 7월을 기해 실시된 제3차 화폐 개혁에 따라 옛 10,000 루블은 새 1루블로 대체되었다. 1, 2, 5, 10, 20, 50 카페이카 1, 2 루블 동전과 5, 10, 20, 50, 100, 200, 500 루블 지폐가 통용된다.

## 사진

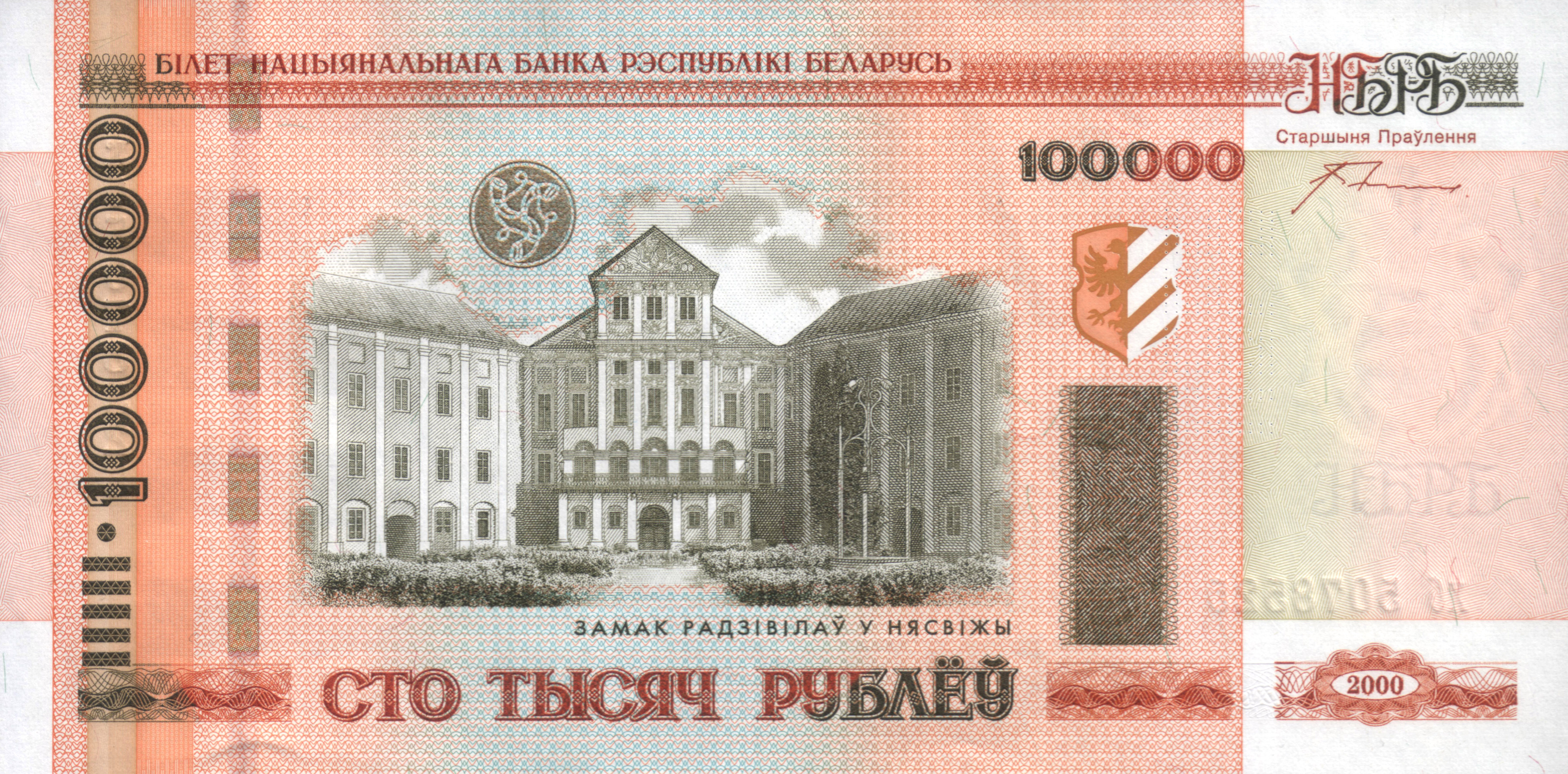
100,000 루블 지폐

## 같이 보기
- 벨라루스의 경제
- 루블